# چرخ‌ریسوک کاکل‌سیاه
چرخ‌ریسوک کاکل‌سیاه یا چرخ‌ریسوک مکزیکی (Baeolophus atricristatus)، پرندهای از خانواده چرخ‌ریسوک‌های گنجشک‌سانان است. زمانی به عنوان زیرگونه‌ای از چرخ‌ریسوک کاکل‌دار (B. bicolor) در نظر گرفته می‌شد، در سال ۲۰۰۲ به عنوان یک گونه جداگانه شناخته شد. بومی جنوب تگزاس، اوکلاهما و شرق مرکزی مکزیک است. پرندگان سرگردان در شمال و شرق سنت لوئیس، میسوری دیده شده‌اند.
چرخ‌ریسوک کاکل‌سیاه در حفره‌های درختان، تیرهای تلفن، پایه‌های حصارها و جعبه‌های پرندگان لانه می‌کند. تخم‌ها که چهار تا هفت عدد از آن‌ها در ماه مارس یا آوریل می‌گذارند، سفید با لکه‌های قهوه‌ای مایل به قرمز هستند.

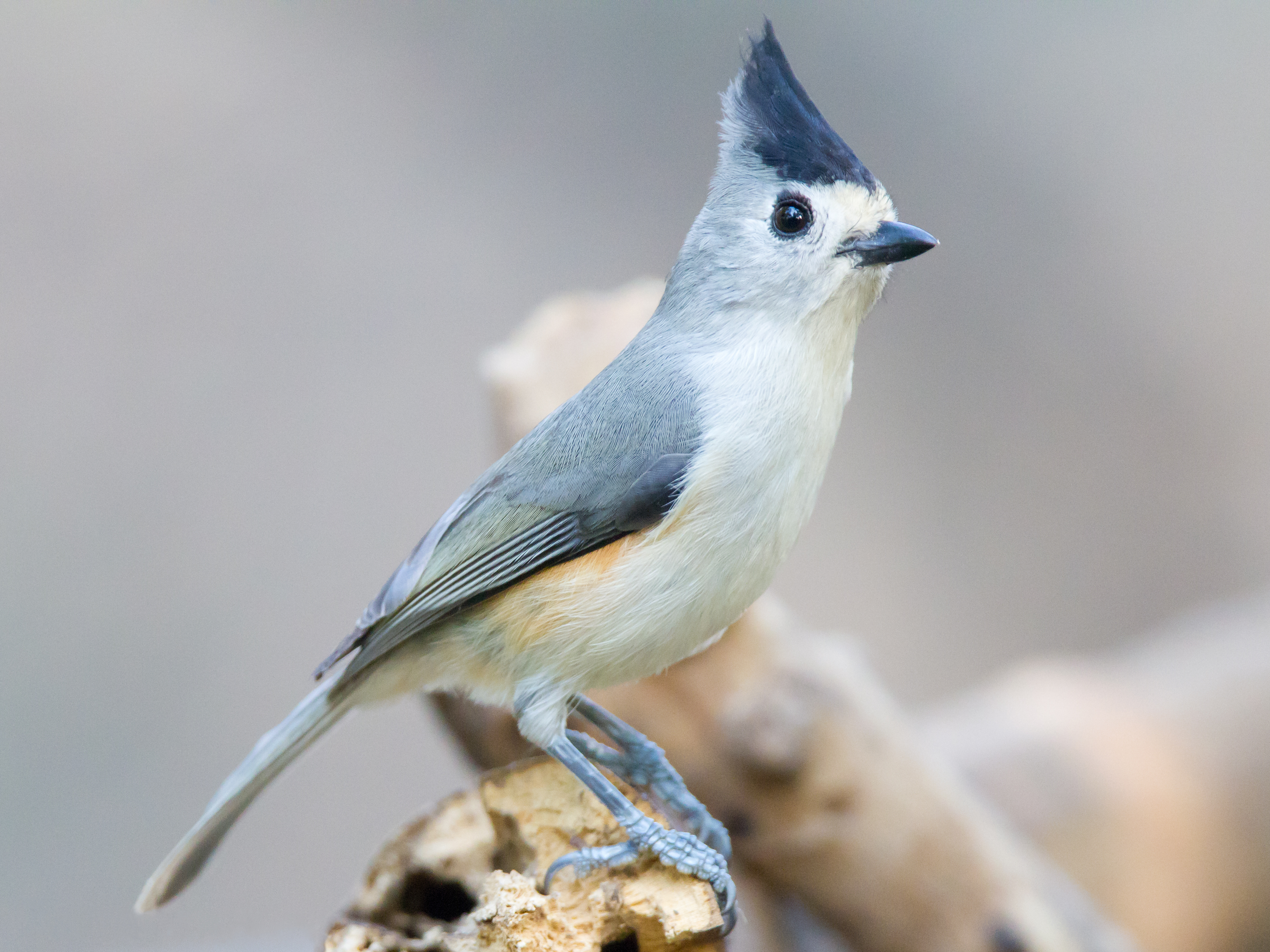
چرخ‌ریسوک کاکل‌سیاه در پناهگاه حیات وحش ملی سانتا آنا